# 找到那女人吧
《找到那女人吧》（韓語：그녀를찾아줘）是一部 KBS 2TV網路劇，由吳夏榮（Apink）、亨元（MONSTA X）等人出演。全劇將於2月28日公開第一集。本劇為Apink吳夏榮第一次出演的網路劇。

## 劇情
生活於荷蘭的男主角，意外認識一位前往荷蘭遊玩的韓國女性，因此激發男主角前往韓國尋找此女性的種種故事與點滴。此劇屬於韓國語學習電視劇
。

## 演出陣容
| 演員   | 角色   | 介紹 |
| 夏榮   | 高夏榮 | 航空公司空姐，幫助Yan找人並同時幫助其了解韓國文化。 |
| 亨元   | 全益秀 | 利用自身細微觀察力，幫助Yan找人。 與金正南為(找人事件的)競爭關係，因過往戀愛故事被正男戲稱為"量角器"。實際上，益秀也在尋找屬於自己過去的"量角器"女孩。                                                                       |
| 金智勳 | 金正南 | 在梨泰院的擁有廣大人脈的餐飲業界金主。 與全益秀為(找人事件的)競爭關係。後來發現益秀推理全部正確，因此決定踏上尋找自己初心的旅程（成為武道場旁的瓜子糖餅店老闆），並向Yan學習荷蘭鬆餅的作法，並努力使荷蘭鬆餅在韓國發揚光大。 |
| 李鉉在 | Yan    | 努力學習韓語，並前往韓國，尋找過去曾在荷蘭認識的韓國女性友人的荷蘭人。 沒認出當初追尋的韓國女性友人小愛。最後決定向正南學習瓜子糖餅的製作方法，帶回荷蘭發揚光大。                                                            |
| 高圭弼 | 饅頭   | 航空公司空少。 |
|        | 白玫瑰 | 與Yan一同在片場拍攝戲劇的女演員，喜歡Yan。 |
|        | 小愛   | 女主角，Yan不停尋找的韓國女性友人，其手上手環兩個愛心的位置恰巧為其韓文名字"O"的位置。 但因紮了辮子且剪短頭髮，Yan並沒認出她。                                                                                               |
| 李世英 | 妍靜   | 塔羅牌大師，擁有冬陽功（店名的）手環，被誤認為女主角的角色。 |

## 外部連結
- Naver介紹